# Ніка Нуар
Ніка Нуар (англ. Nika Noire, справжнє ім'я Світлана Жулікова; нар. 8 грудня 1984, Запоріжжя) — українська модель та порноакторка.

## Життя та кар'єра
Народилася в консервативній сім'ї. Приїхала до США вивчати англійську мову.
У 2007, у віці 23 років, Нуар дебютувала у порнографічному фільмі. За даними Internet Adult Film Database (IAFD), вона взяла участь у 225 фільмах, у тому числі для таких провідних лейблів, як Devil's Film, New Sensations, Evil Angel, Jules Jordan Video, Digital Playground, Zero Tolerance, Sin City, Hustler Video, Wicked Pictures, Vivid Entertainment, Penthouse, Anabolic Video, Digital Sin, Elegant Angel, Red Light District, Diabolic Video та Adam & Eve.
Крім того, Нуар також працювала у менш відомих кіностудіях, таких як Legend Video, Shane's World, West Coast Productions, Pure Play Media та Third Degree Films. Вона також захоплювалася порносайтами в Інтернеті, такими як Brazzers, Dogfart та Muffia.
У 2014 році припинила діяльність у порноіндустрії.

## Нагороди та номінації
У 2010 році була номінована на премію XRCO в категорії «Оргазмічна оралістка».